# صموئيل دالي
صموئيل دالي (بالإنجليزية: Samuel Dale)‏ هو عسكري وسياسي أمريكي، ولد في 1772 في مقاطعة روكبريج في الولايات المتحدة، وتوفي في 24 مايو 1841 في مقاطعة لودرديل في الولايات المتحدة. انتخب عضو مجلس نواب مسيسيبي.